# ティム・ハワード
ティム・ハワード（Tim Howard, 1979年3月6日 - ）は、アメリカ合衆国出身の元同国代表サッカー選手。ポジションはGK。
父親はアフリカ系アメリカ人で母親はハンガリー人。

## 経歴
1998年にメトロスターズに入団し、2000年にはシドニーオリンピックのU-23アメリカ代表として出場。2001年には正GKとして活躍し、MLSの最優秀ゴールキーパーに選出された。
さらに2002年3月10日のエクアドル戦で代表デビューを果たすと、2002 FIFAワールドカップこそ出場を逃したものの、以降は代表の正GKとして活躍。この活躍がアレックス・ファーガソンの目に留まり、2003-04シーズンにマンチェスター・ユナイテッドに移籍。シーズン序盤はファビアン・バルテズに代わって正GKとして活躍するも、チャンピオンズリーグ準々決勝のFCポルト戦での終了間際の失点を機に長いスランプに陥る。その後はロイ・キャロルとの併用となり、2005年にフラムFCからエトヴィン・ファン・デル・サールが移籍してきた後は控えとなった。シーズン後のドイツW杯でも代表には選ばれたものの、ケーシー・ケラーとマーカス・ハーネマンの控えに甘んじ、チームもグループリーグで姿を消した。
2006年7月4日、エヴァートンFCにレンタル移籍。長きに渡るスランプを脱し、正GKとして完全復活を果たした。2007-08シーズンよりエヴァートンに完全移籍。正GKとしてエヴァートンの堅守を支えた。
FIFAコンフェデレーションズカップ2009ではイタリア戦・ブラジル戦で計6失点を喫するも、決勝トーナメント進出を決めたエジプト戦、準決勝のスペイン戦では好セーブを連発し、チームの完封勝利・準優勝に貢献。大会選定の最優秀ゴールキーパー（ゴールデングローブ）に選ばれた。2010 FIFAワールドカップ初戦のイングランド戦では先制点は与えたものの好セーブでその1失点のみに抑え、格上相手の引き分けに貢献。大会選定のマンオブザマッチに選ばれた。また第3戦のアルジェリア戦で後半ロスタイムに先制ゴールの起点となったスローイングをしたり、決勝トーナメント1回戦のガーナ戦で延長後半にFKの際に前線まで出て、相手GKリチャード・キングソンと競り合うなどフィールドプレーヤーさながらの姿勢を見せた。2014 FIFAワールドカップにも出場し、決勝トーナメント1回戦のベルギー戦では、延長戦となった試合で38本のシュートを打たれたが16セーブを記録した。これはワールドカップでの1試合最多のセーブ数であり、チームは敗れたもののマン・オブ・ザ・マッチに選出された。
2016年3月20日、シーズン終了後、エヴァートンを退団し、MLSのコロラド・ラピッズに移籍することが発表された。退団発表時点でプレミアリーグで352試合に出場しており、これはクラブの最多出場記録である。
2019年1月22日、2019年シーズン限りでの現役引退を発表した。10月に正式に引退。
2020年3月4日、USLチャンピオンシップのメンフィス901FCの共同オーナー兼スポーツディレクターに就任し、選手契約も交わして現役復帰を果たした。2020年シーズン終了後に再び引退。
また、2020年9月からNBCSNプレミアリーグの解説者を務めている。

## 人物
幼少時はバスケットボールでも将来を嘱望されていた。
比較的軽度であるが、トゥレット症候群の診断を受けており、同病の患者団体のための活動もしている。
2012年1月4日、対ボルトン・ワンダラーズ戦で自陣ペナルティエリアから蹴ったボールが相手ペナルティエリア付近で大きくバウンドし、そのまま相手ゴールに入った。ゴールキーパーによる得点はリーグ史上4人目。
ファンからかつて所属したエヴァートンのライバルチームであるリヴァプールでプレーするか、引退かを選ぶなら？と質問され、引退を選ぶと答えた。

## 代表歴

### 出場大会
- アメリカ代表
  - 2006 FIFAワールドカップ
  - 2010 FIFAワールドカップ
  - 2014 FIFAワールドカップ

### 試合数
- 国際Aマッチ 121試合 0得点（2002年-2017年）[13]

| アメリカ代表 | 国際Aマッチ | 国際Aマッチ |
| 年           | 出場        | 得点        |
| ------------ | ----------- | ----------- |
| 2002         | 2           | 0           |
| 2003         | 7           | 0           |
| 2004         | 3           | 0           |
| 2005         | 2           | 0           |
| 2006         | 2           | 0           |
| 2007         | 10          | 0           |
| 2008         | 9           | 0           |
| 2009         | 13          | 0           |
| 2010         | 9           | 0           |
| 2011         | 15          | 0           |
| 2012         | 12          | 0           |
| 2013         | 12          | 0           |
| 2014         | 8           | 0           |
| 2015         | 2           | 0           |
| 2016         | 5           | 0           |
| 2017         | 10          | 0           |
| 通算         | 121         | 0           |